# Rhodostrophia araearia
Rhodostrophia araearia là một loài bướm đêm trong họ Geometridae.